# Paramecocnemis erythrostigma
Paramecocnemis erythrostigma – gatunek ważki z rodziny pióronogowatych (Platycnemididae). Endemit Nowej Gwinei występujący w jej północnej części.